# 14015 Senancour
14015 Senancour eller 1994 BD4 är en asteroid i huvudbältet som upptäcktes den 16 januari 1994 av den belgiske astronomen Eric W. Elst och den franske astronomen Christian Pollas vid CERGA-observatoriet. Den är uppkallad efter den franske filosofen Étienne Pivert de Senancour.
Asteroiden har en diameter på ungefär 10 kilometer.